# Walland Marsh
Walland Marsh är en sumpmark i Storbritannien.   Den ligger i riksdelen England, i den sydöstra delen av landet, 90 km sydost om huvudstaden London.